# Демократический союз венгров Румынии
Демократический союз венгров Румынии (венг. Romániai Magyar Demokrata Szövetség; рум. Uniunea Democrată Maghiară din România) — политическая партия в Румынии, выражающая интересы венгерского меньшинства.
Партия не является зарегистрированной в Румынии в традиционном смысле слова, однако действует на законных основаниях (в том числе и участвует в выборах) как организация, представляющая национальное меньшинство.

## История
Партия была основана 25 декабря 1989 года. С 1993 года партию возглавляет писатель Бела Марко, женскую организацию партии — Розалия Биро (с 2013). В период с 1996 по 2008 год партия входила в правящие коалиции либо поддерживала правительство без вхождения в них.

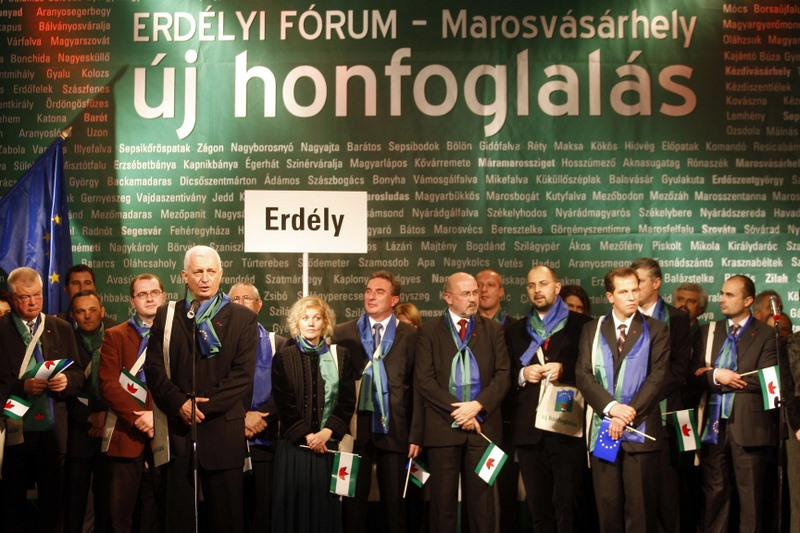
Руководство партии на Трансильванском форуме 2008 года

По итогам парламентских выборов 2008 года партия получила 22 места в нижней палате и 9 мест в сенате. В декабре 2009 года ДСВР стал партнёром по коалиции Демократической либеральной партии. В обмен на поддержку второго кабинета Эмиля Бока лидер партии Бела Марко стал первым вице-премьером, Хунор Келемен — министром по делам культуры, религии и национального наследия, Аттила Чеке — министром здравоохранения, Ласло Борбей — министром окружающей среды и водных ресурсов. Назначение писателя на венгерском языке Келемена, не являющегося православным, на пост министра по делам культуры, религии и национального наследия, вызвало много споров в Румынии. Так, вице-президент ДЛП Чезар Преда назвал его назначение одной из крупнейших политических ошибок последних лет. Во избежание возможных сложностей в будущем религиозные вопросы были выведены из компетенции министра культуры и переданы премьер-министру.
В 2004 году лидер партии Бела Марко баллотировался в президенты Румынии и набрал 5,1 % голосов. На президентских выборах 2009 года представитель партии Хунор Келемен получил 3,8 % голосов. В Европарламенте партия представлена двумя депутатами из 33 мест, отведённых для Румынии.

## Идеология
Партия выступает за создание национальной венгерской автономии, за расширение сферы применения венгерского языка в администрации и образовании, за увеличение автономии местных органов власти и за дальнейшую интеграцию Румынии в Евросоюз.